# Biferno (vino)
Il Biferno è una DOC riservata ad alcuni vini la cui produzione è consentita nella provincia di Campobasso.

## Zona di produzione
La zona di produzione comprende l'intero territorio dei seguenti comuni in provincia di Campobasso:
Acquaviva Collecroce, Campobasso, Campodipietra, Campomarino, Castelbottaccio, Castellino del Biferno, Colletorto, Ferrazzano, Gambatesa, Guardialfiera, Guglionesi, Larino, Limosano, Lucito, Lupara, Macchia Valfortore, Mirabello Sannitico, Mafalda, Montagano, Montecilfone, Montefalcone del Sannio, Montelongo, Montemitro, Montenero di Bisaccia, Montorio nei Frentani, Palata, Petacciato, Petrella Tifernina, Pietracatella, Portocannone, Rotello, Santa Croce di Magliano, San Felice del Molise, San Giacomo degli Schiavoni, San Giovanni in Galdo, San Giuliano di Puglia, San Martino in Pensilis, Tavenna, Termoli, Toro, Tufara, Ururi.

## Storia
La viticoltura nella zona di produzione del "Biferno DOC" è conosciuta già ai tempi dei Greci con un vino denominato Paetrutianum e Plinio parla di un famoso vino prodotto da una vite chiamata pumula. Si è poi consolidata nel medioevo all'ombra del castello feudale, che con il placet del "Signore" era possibile coltivare la vite e poche altre colture per i vassalli e il fabbisogno delle famiglie dei coloni.
Le prime notizie dettagliate e ordinate secondo un criterio scientifico, sulla produzione dei vini prodotti in Molise dalle varietà presenti e coltivate, risalgono agli scritti di Raffaele Pepe. Giuseppe del Re, nel 1836, indica che "i vigneti, quasi tutti piantati sopra colli e poggi, formano un totale di 56.948 moggi (circa 4.000 ha), e contengono varie specie di uve, che maturano quali presto quali tardi, ma vanno tutte al posto nei giorni di vendemmia".
Nel 1892, su iniziativa di Angelantuono Baranello, sorge a Ferrazzano la Società Operaia che svolge un'intensa attività di promozione nel settore agricolo locale. L'influenza dei fattori umani, nel corso dei tempi ha portato alla costituzione di numerose cantine cooperative e private, portando nel contempo a definire aspetti tecnici e produttivi, puntualmente riportati nel vigente disciplinare di produzione.

## Tecniche di produzione
Sono da considerarsi idonei ai fini dell'iscrizione allo schedario viticolo, unicamente i vigneti collinari i cui
terreni siano di orientamento adatto e di altitudine non superiore ai 500 metri s.l.m. per i tipi "Biferno rosso", "rosso riserva", "rosso superiore" e "rosato", e di 600 metri s.l.m. per il "Biferno bianco".
Il vino "Biferno rosso" recante la menzione "riserva" deve subire un periodo d'invecchiamento di almeno 3 anni a far data dal 1º novembre dell'anno di raccolta delle uve. Nell'etichettatura dei vini "Biferno DOC" è obbligatoria l'indicazione dell'annata di produzione delle uve.

## Disciplinare
Il Biferno DOC è stato istituito con DPR 26 aprile 1983 pubblicato sulla Gazzetta Ufficiale n. 269 del 30 settembre 1983.
Successivamente è stato modificato con:
- DM 6 luglio 2002 GU 183 del 6 agosto 2002
- DM 7 agosto 2006 GU 187 del 12 agosto 2006
- DM 6 giugno 2011 GU 143 del 22 giugno 2011
- DM 30 novembre 2011 GU 295 del 20 dicembre 2011 Pubblicato sul sito ufficiale del Mipaaf Sezione Qualità e Sicurezza Vini DOP e IGP
- La versione in vigore è stata approvata con DM 7 marzo 2014 Pubblicato sul sito ufficiale del Mipaaf Sezione Qualità e Sicurezza Vini DOP e IGP[1]

## Tipologie

### Biferno rosso
| uvaggio                        | Montepulciano min 70% max 80%; Aglianico min 10% max 20%. Possono inoltre concorrere alla produzione le uve provenienti dai vitigni a bacca nera, non aromatici, idonei alla coltivazione in Molise, max 20%. |
| titolo alcolometrico minimo    | 11,50 % vol. |
| acidità totale minima          | 4,5 g/l. |
| estratto secco minimo          | 22,00 g/l |
| resa massima di uva per ettaro | 140 q. |
| resa massima di uva in vino    | 70 % |

#### Caratteri organolettici
- Aspetto: rubino più o meno intenso, con riflessi granati se invecchiato;
- Olfatto: gradevole, caratteristico, con profumo etereo se invecchiato;
- Gusto: asciutto, armonico, vellutato, giustamente tannico;

#### Abbinamenti consigliati
Antipasti con salumi, portate di carne arrosto o alla griglia, formaggi di media stagionatura.

### Biferno rosato
| uvaggio                        | Montepulciano min 70% max 80%; Aglianico min 10% max 20%. Possono inoltre concorrere alla produzione le uve provenienti dai vitigni a bacca nera, non aromatici, idonei alla coltivazione in Molise, max 20%. |
| titolo alcolometrico minimo    | 11,50% vol. |
| acidità totale minima          | 4,5 g/l. |
| estratto secco minimo          | 18,00 g/l |
| resa massima di uva per ettaro | 140 q. |
| resa massima di uva in vino    | 70 % |

#### Caratteri organolettici
- Aspetto: rosa più o meno intenso;
- Olfatto: fruttato, delicato;
- Gusto: asciutto, armonico, fruttato;

#### Abbinamenti consigliati
Antipasti, piatti di carni bianche.

### Biferno bianco
| uvaggio                        | Trebbiano Toscano min 70% max 80%. Possono concorrere alla produzione altri vitigni a bacca bianca idonei alla coltivazione in Molise, min 20% max 30%. |
| titolo alcolometrico minimo    | 10,50 % vol. |
| acidità totale minima          | 5,0 g/l. |
| estratto secco minimo          | 16,00 g/l |
| resa massima di uva per ettaro | 140 q. |
| resa massima di uva in vino    | 70 % |

#### Caratteri organolettici
- Aspetto: paglierino, più o meno intenso, con riflessi verdognoli;
- Olfatto: gradevole, delicato, leggermente aromatico;
- Gusto: asciutto, armonico;

#### Abbinamenti consigliati
Antipasti di pesce, primi piatti di pesce, pesce al forno o alla griglia.

### Biferno rosso riserva
| uvaggio                        | Montepulciano min 70% max 80%; Aglianico min 10% max 20%. Possono inoltre concorrere alla produzione le uve provenienti dai vitigni a bacca nera, non aromatici, idonei alla coltivazione in Molise, max 20%. |
| titolo alcolometrico minimo    | 13,00% vol. |
| acidità totale minima          | 4,5 g/l. |
| estratto secco minimo          | 24,00 g/l |
| resa massima di uva per ettaro | 140 q. |
| resa massima di uva in vino    | 70 % |

#### Caratteri organolettici
- Aspetto: rubino più o meno intenso con riflessi granati;
- Olfatto: gradevole, intenso, pieno, caratteristico con profumo etereo;
- Gusto: robusto, asciutto, armonico, vellutato, giustamente tannico;

#### Abbinamenti consigliati
Antipasti con salumi, portate di carne arrosto o alla griglia, formaggi di media stagionatura.

### Biferno rosso superiore
| uvaggio                        | Montepulciano min 70% max 80%; Aglianico min 10% max 20%. Possono inoltre concorrere alla produzione le uve provenienti dai vitigni a bacca nera, non aromatici, idonei alla coltivazione in Molise, max 20%. |
| titolo alcolometrico minimo    | 12,50% vol. |
| acidità totale minima          | 4,5 g/l. |
| estratto secco minimo          | 23,00 g/l |
| resa massima di uva per ettaro | 125 q. |
| resa massima di uva in vino    | 70 % |

#### Caratteri organolettici
- Aspetto: rubino più o meno intenso con riflessi granati se invecchiato;
- Olfatto: gradevole, intenso, caratteristico, con profumo etereo se invecchiato;
- Gusto: asciutto, armonico, vellutato, giustamente tannico;

#### Abbinamenti consigliati
Portate di carne arrosto o alla griglia, formaggi stagionati.